# Кута (древний город)
Кута, Кува (шум. Gudua) — город в Вавилонии, называемый в 4 кн. Царств (17) как одно из мест, где были поселены 10 племён Израиля и где они почитали местного бога Нергала.
Развалины города были открыты Ормузом Рассамом в 5 часах к северо-востоку от Вавилона, на холме Телль-Ибраим; можно даже узнать место храма Нергала и его жены. И в ассирийских гимнах Нергал упоминается как властелин Кута.
Множество жителей Куты были переселены в Самарию после завоевания её ассирийским царём Саргоном II.
Имя кутийцев у сирян и в талмуде равнозначаще с самаритянами.